# Еріх Гіппке
Еріх Гіппке (нім. Erich Hippke; 7 березня 1888, Прекус — 10 червня 1969, Бонн) — німецький хірург, генерал медичної служби люфтваффе. Кавалер Німецького хреста в сріблі.

## Біографія
Син керівника лісового фонду Вільгельма Гіппке. 28 березня 1907 року поступив у Академію військової медицини імені імператора Вільгельма, яку закінчив у 1913 році. Учасник Першої світової війни, служив військовим хірургом в Галичині, Македонії та Османській імперії. Після війни продовжив службу в рейхсвері і був призначений у Берлінський інститут гігієни. Після створення вермахту в квітні 1935 року Гіппке був призначений у медичну службу люфтваффе. З 1937 до кінця грудня 1943 року — інспектор медичної служби люфтваффе.
В 1941 році під керівництвом Гіппке в концтаборі Дахау розпочались досліди на в'язнях з метою перевірки впливу високого атмосферного тиску на організм, які завершились в березні 1942 року. Після завершення дослідів Гіппке уклав звіт про результати досліджень і вручив його обергруппенфюреру СС Карлу Вольфу. В лютому 1943 року Генріх Гіммлер висловив подяку Гіппке за проведені досліди. 30 вересня 1944 року, після 9 місяців перебування в резерві, Гіппке вийшов на пенсію.
Наступник Гіппке на посаді інспектора медичної служби люфтваффе Оскар Шредер був підсудним на Нюрнберзькому процесі над лікарями, при цьому Гіппке не були висунуті обвинувачення, оскільки місце його перебування було невідомим. Коли його заарештували в грудні 1946 року, він працював лікарем в Гамбурзі. Виступив свідком на Нюрнберзькому процесі у справі Ергарда Мільха, після чого був відпущений без висування звинувачень. До 1962 року працював лікарем у Берліні. Був консультантом під час відновлення медичної служби люфтваффе.

## Звання
- Єфрейтор (30 вересня 1907)
- Унтер-офіцер медичної служби (1 березня 1912)
- Лейтенант МС (19 серпня 1913)
- Оберлейтенант МС (13 жовтня 1915)
- Гауптман МС (1 серпня 1917)
- Майор МС (1 лютого 1928)
- Оберстлейтенант МС (1 квітня 1934)
- Оберст МС (1 жовтня 1935)
- Генерал-майор МС (1 січня 1938)
- Генерал-лейтенант МС (1 січня 1940)
- Генерал МС (1 липня 1941)

## Нагороди

### Перша світова війна
- Залізний хрест 2-го і 1-го класу
- Військова медаль (Османська імперія)
- Медаль Червоного Хреста (Пруссія) 3-го класу

### Міжвоєнний період
- Пам'ятна військова медаль (Угорщина) з мечами
- Пам'ятна військова медаль (Австрія) з мечами
- Медаль за участь у Європейській війні (1915—1918) з мечами (Болгарія)
- Почесний хрест ветерана війни з мечами
- Медаль «За вислугу років у Вермахті» 4-го, 3-го, 2-го і 1-го класу (25 років)
- Почесний знак Німецького Червоного Хреста 1-го класу
- Почесний знак Служби повітряного захисту 2-го ступеня
- Медаль «У пам'ять 13 березня 1938 року»
- Медаль «У пам'ять 1 жовтня 1938» із застібкою «Празький град»
- Медаль «У пам'ять 22 березня 1939 року»
- Іспанський хрест в бронзі
- Імперський орден Ярма та Стріл (Іспанія)
- Кавалер Великого хреста ордена Корони Італії
- Великий хрест Савойського військового ордена (Італія)
- Хрест королеви Марії 1-го класу з військовою відзнакою (Румунія)
- Хрест «За медичні заслуги» 1-го класу з військовою відзнакою (Румунія)
- Орден «Святий Олександр» з мечами (Болгарія)
- Командорський хрест 2-го класу ордена Святого Олафа з мечами (Норвегія)
- Командор ордена Святого Савви (Королівство Югославія)

### Друга світова війна
- Хрест Воєнних заслуг 2-го і 1-го класу
- Німецький хрест в сріблі (17 лютого 1944)